# Agrilus parkeri
Agrilus parkeri är en skalbaggsart som beskrevs av Knull 1935. Agrilus parkeri ingår i släktet Agrilus och familjen praktbaggar. Inga underarter finns listade i Catalogue of Life.